# Chilepelikan
Der Chilepelikan (Pelecanus thagus) lebt an der Pazifikküste von Peru und Chile, südlich bis zur Isla Mocha. Er galt lange Zeit als Unterart des Braunen Pelikans (Pelecanus occidentalis) und wurde erst 2007 als eigenständige Art vom South American Classification Committee anerkannt. Außerhalb der Brutzeit kommen Chilepelikan und Brauner Pelikan an der Küste Perus teilweise sympatrisch im selben Gebiet vor. Bei Isla Santa Clara kommen nicht brütende Chilepelikane mit brütenden Pelecanus occidentalis murphyi, einer Unterart des Braunen Pelikans gemeinsam vor. Mischlinge zwischen beiden Taxa wurden nie festgestellt.

## Merkmale
Chilepelikane erreichen ausgewachsen eine Körperlänge von 1,5 Meter und ein Körpergewicht von 7 Kilogramm. Sie sind damit größer als die Braunen Pelikane und wiegen etwa doppelt so viel. Männchen werden etwa 15 bis 20 % schwerer als die Weibchen. Wie Braune Pelikane haben sie ein dunkles, aber eher graues als braunes Gefieder. Hals und Kopf ausgewachsener Vögel sind weiß. Die Schnabelspitze ist rötlich, die Gesichtshaut schwarz, die nackte Haut um die Augen rosa, der Kehlsack ist bläulich.

## Lebensweise und Gefährdung
Chilepelikane leben an Felsküsten und brüten dort in großen Kolonien, aber nicht auf Bäumen wie der Braune Pelikan. Ihr Bestand ist stark vom Nahrungsangebot, vor allem von der Südamerikanische Sardelle (Engraulis ringens) abhängig. Es gibt heute etwa 500.000 Exemplare. Dies ist allerdings nur ein Teil (etwa 30 %) der ursprünglichen Population, die durch den El Niño von 1998 stark in Mitleidenschaft gezogen wurde.